# Biomphalaria raimondi
Biomphalaria raimondi е вид коремоного от семейство Planorbidae.

## Разпространение
Видът е разпространен в Перу.